# NGC 1600
NGC 1600 è una galassia ellittica nella costellazione di Eridano.
Si individua 2 gradi a SSW della stella ν Eridani; si tratta di una galassia ellittica gigante, la cui luminosità ci appare debole solo a causa della grandissima distanza. È visibile con un telescopio da 150mm di apertura come una macchia ovaleggiante, estesa in senso nord-sud; strumenti più potenti consentono di individuare nei suoi dintorni numerose altre galassie minori, come NGC 1601 e NGC 1603. La distanza dalla Via Lattea è stimata sui 220 milioni di anni-luce.

## Descrizione
Nella stessa regione di cielo sono presenti anche le galassie NGC 1601, NGC 1603, NGC 1604 e NGC 1606.

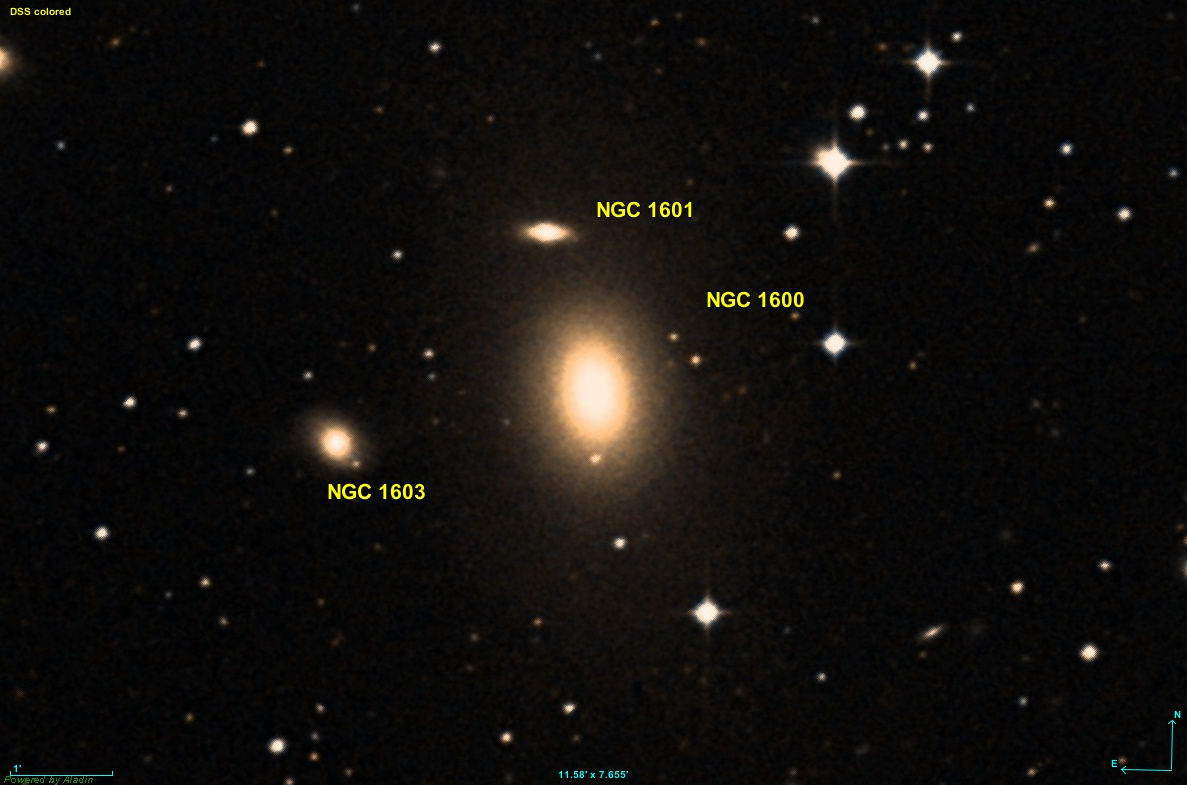
NGC 1600 e altre galassie vicine